# Il bambino con il pigiama a righe
Il bambino con il pigiama a righe è un romanzo del 2006 dello scrittore irlandese John Boyne, che è stato tradotto in 32 paesi. Nel 2007 è stato nella classifica dei più venduti in Irlanda per 100 settimane, è stato tra i dieci romanzi più venduti in Australia, Spagna, Regno Unito e altri paesi europei, diventando un best seller per il New York Times, nel 2008 è uscito un film omonimo diretto da Mark Herman.

## Trama
Bruno è un bambino di otto anni cresciuto a Berlino durante la seconda guerra mondiale. Vive in una condizione agiata, essendo il padre un ufficiale nazista, con i genitori, la sorella dodicenne Gretel e i domestici, tra cui lo chef ebreo Pavel. Dopo una visita di Adolf Hitler, il padre di Bruno, Ralf, viene promosso a comandante del campo di sterminio di Auschwitz.
Bruno è inizialmente turbato per il trasferimento, dovendo separarsi dai suoi amici. Osservando da lontano i prigionieri nel campo di Auschwitz, nota che le loro uniformi assomigliano a dei pigiama a righe. Un giorno Bruno decide di esplorare la recinzione metallica che circonda il campo. Dall'altra parte della recinzione incontra un bambino ebreo suo coetaneo, Shmuel, con cui scopre di condividere il compleanno (15 aprile). Shmuel dice di trovarsi al campo con suo padre, suo nonno e suo fratello, ma di essere stato separato dalla madre. Bruno e Shmuel hanno diversi incontri e stringono amicizia, anche se Bruno è confuso sugli aspetti della vita di Shmuel relativi alla sua prigionia. Bruno porta a Shmuel del cibo, notando come deperisca progressivamente.
Quando Shmuel informa Bruno della scomparsa di suo padre, i due escogitano un piano per far intrufolare Bruno nel campo, così che possa aiutarlo a cercare il genitore. Bruno passa attraverso la recinzione da un buco e indossa una divisa che gli procura Shmuel, lasciando i suoi vestiti dall'altra parte della recinzione. Mentre i due bambini si aggirano nel campo, vengono fatti aggregare a un altro gruppo di prigionieri e condotti in una camera dopo essere stati fatti spogliare, che Bruno pensa ingenuamente sia un riparo per la pioggia. Bruno si scusa con Shmuel per non aver trovato suo padre e afferma che è il suo migliore amico.
La famiglia di Bruno si mette a cercarlo; un soldato trova giorni dopo i suoi vestiti, ma non vengono ricondotti a quanto accaduto. Gretel e sua madre, dopo mesi, tornano a Berlino, mentre Ralf passa un altro anno ad Auschwitz, diventando spietato e freddo con i suoi subordinati e ossessionato dal pensiero del figlio. Ricordandosi una teoria, Ralf torna sul luogo dove sono stati trovati i vestiti di Bruno e, accortosi del varco nella recinzione, capisce cos'è successo a Bruno. Dopo alcuni mesi, le truppe alleate liberano il campo e Ralf, dilaniato dai sensi di colpa, si lascia arrestare senza opporre resistenza.

## Personaggi
- Bruno Hess: Protagonista del romanzo, è un bambino di nove anni totalmente all'oscuro della realtà delle atrocità nazista ed del lavoro di suo padre. Stringe amicizia con Shumel, ignaro della vita che è costretto a sopportare al campo.
- Shmuel: Un bambino ebreo detenuto nel campo di Auschwitz con il padre, il nonno e il fratello. Stringe amicizia con Bruno, che gli porta da mangiare e con cui ha svariate conversazioni.
- Obersturmbannführer Ralf Hess: Il padre di Bruno e Gretel, ufficiale delle SS-Totenkopfverbände, promosso da Himmler per aver costruito rapidamente il campo di concentramento di Auschwitz. Mantiene il segreto degli ebrei morti e della guerra mondiale alla moglie e ai figli e non si fa scrupoli a minacciare sua madre, che si oppone al suo lavoro. Cadrà preda dei rimorsi per quanto accaduto a Bruno.
- Elsa Hess: La madre di Bruno. Non condivide le idee del marito e non è d'accordo con l'ideologia nazista.
- Gretel Hess: La sorella maggiore di Bruno, di dodici anni; contrariamente al fratello aderisce pienamente all'ideologia nazista e si diverte a tormentare Bruno e i domestici.
- Obersturmführer Kurt Kotler: Giovane ufficiale delle SS-Totenkopfverbände, sadico e spietato con gli ebrei.Viene scacciato da Auschwitz per corruzione e muore nella battaglia di Berlino. La sua figura è inspirata a Karl Fritzsch.
- Pavel: Servitore ebreo della casa di Bruno, ex-dottore. Viene ucciso da Kotler per aver versato per sbaglio del vino durante una cena.
- Maria: La cameriera della famiglia di Bruno.
- Herr Liszt: Maestro nazista che fa lezione a casa di Bruno e Gretel. Insegna ai due fratelli il concetto di razza ariana e mette in guardia Bruno sugli ebrei. Verrà condannato a morte in un processo di Norimberga secondario e giustiziato, alla fine della guerra.

## Controversie
Il Rabbino Benjamin Blech ha criticato duramente il libro, scrivendo sul sito ebraico Aish: “Questo libro non è propriamente né una bugia né una favola, è una profanazione”. Il suo più grande rammarico è che il libro supporti l'idea che la gente comune non fosse consapevole degli orrori dello sterminio di massa che i nazisti stavano attuando sugli ebrei. Egli spiega che chiunque nel raggio di chilometri poteva sentire il fetore di morte ed esprime il dubbio che un bambino di 9 anni figlio di un ufficiale nazista potesse non essere consapevole di cosa fosse un ebreo (o se lui stesso lo fosse).
Scrive «Nota al lettore: Ad Auschwitz non c'erano bambini ebrei di 9 anni – I nazisti gassavano immediatamente tutti coloro che non fossero abbastanza grandi per lavorare. Poi, il campo di sterminio di Auschwitz era circondato da recinti elettrificati, rendendo qualsiasi tentativo di uscirne, strisciando attraverso un'apertura, impossibile.»

## Adattamento cinematografico
Nel 2008 la Miramax Films ha prodotto un adattamento cinematografico omonimo, diretto dal regista inglese Mark Herman, con David Thewlis, Vera Farmiga e i piccoli attori Asa Butterfield e Jack Scanlon. È stato distribuito nelle sale italiane dalla Walt Disney Pictures il 19 dicembre, in Regno Unito, il paese di produzione il film è stato distribuito il 12 settembre dello stesso anno.

## Seguito
Nel 2022 è stato pubblicato un seguito del romanzo, All the Broken Places, che segue la vita di Gretel (la sorella di Bruno) dopo la fine della guerra.

## Edizioni
- John Boyne, Il bambino con il pigiama a righe, traduzione di Patrizia Rossi, Fabbri Editori, 2006,  p. 227, ISBN 88-451-1540-2.
- John Boyne, Il bambino con il pigiama a righe, Rizzoli Editore, 2008,  p. 211, ISBN 88-17-02253-5.
- John Boyne, Il bambino con il pigiama a righe, Rizzoli Editore, febbraio 2019,  p. 209, ISBN 978-88-17-06407-1.